# José Sulantay
José Manuel Sulantay Silva (Coquimbo, 3 de abril de 1940-Coquimbo, 20 de julio de 2023) fue un futbolista y entrenador chileno. Jugó como delantero en clubes de Chile, El Salvador y Guatemala, así como por la selección chilena, de la que después fue su técnico en las categorías sub-17 y sub-20. En esta última, ha sido el más destacado en su historia; realizó su mayor reforma y dirigió al equipo que participó en la Copa Mundial de la categoría en 2005 y al que obtuvo el tercer lugar en 2007 —este último, poseedor del «mejor rendimiento chileno en mundiales de fútbol» (76 %) Ganó con Cobreloa la Primera División de Chile en 1992.

## Carrera deportiva

### Como futbolista
Sulantay fue formado íntegramente en Deportes La Serena, cuadro en el que debutó oficialmente en 1957 y donde se destacaba como wing o interior derecho, lo que hoy podría adaptarse a la función de un delantero externo. Fue convocado a la selección chilena sub-20 que participó en el Campeonato Sudamericano de 1958 en Chile. En 1959 y 1960 disputó las finales de Copa Chile defendiendo los colores de Deportes La Serena, cayendo por 5-1 y ganando 4-1 ante Santiago Wanderers. En 1959 se consagró como el goleador del certamen con seis tantos, junto con Juan Soto del club Colo-Colo y Héctor Torres de Magallanes.
Desde 1957 el delantero estuvo alternando presencias en la selección chilena absoluta que se preparaba para recibir la Copa Mundial de 1962, dirigida por Fernando Riera, pero finalmente no fue convocado. Acumulando 17 años de carrera activa, Sulantay también actuó en O'Higgins, Palestino, Antofagasta y Coquimbo Unido, cuadro en el que se retiró.[cita requerida]

### Como entrenador
Se formó durante los años 1970, adoptando el sistema del fútbol total usado por la Naranja Mecánica de los Países Bajos. Entre sus rutinas de trabajo, incluía hacer jugar a delanteros y defensas con funciones invertidas o juegos de presión alta en espacios reducidos. Se especializó en los primeros equipos, durante el paso de los jugadores a la adultez.

Soy admirador de Rinus Michels y del fútbol que privilegiaba la polifuncionalidad, la presión y la dinámica.
José Sulantay, 2016.

#### Clubes chilenos
En 1976 Enrique Hormazábal lo ascendió como ayudante técnico en Coquimbo Unido, y esporádicamente prestó servicios tanto a la institución pirata como a Deportes La Serena. Su estreno formal fue en la temporada de 1983 en Coquimbo Unido, el cual ascendió, al que lo siguió un paso por Deportes La Serena, con la que consiguió el título de la Segunda División en 1987 y el ascenso. Ovalle y Antofagasta, completaron su estadística esa década.[cita requerida]
El crédito público lo obtuvo en un nuevo paso por Coquimbo Unido desde 1990, cuando consiguió el subcampeonato del Ascenso y los pasajes para la Primera División. Posteriormente, en  1991 obtuvo el segundo lugar del Campeonato Nacional, tras Colo-Colo —campeón de la Copa Libertadores de América—, clasificando al equipo pirata a la Copa Libertadores de 1992.
En 1992 Cobreloa fue su nueva estación. Con Sulantay, el equipo logró la marca de más partidos invictos en una temporada del torneo —26, entre las fechas 4 y 29— y el quinto título profesional de su historia, cuando era la «novena mejor liga del mundo» según la IFFHS y dominada por Mirko Jozić. En 1993, participó en la Copa Libertadores, llegando a los octavos de final, cayendo ante Cerro Porteño de Paraguay, y alcanzó el subcampeonato en el Campeonato Nacional, tras Colo-Colo.[cita requerida]
Tras no renovar contrato con el conjunto loíno, continuó su trayectoria dirigiendo a Palestino en 1994, donde tras una irregular campaña renunció en la 8° fecha del torneo nacional, siendo reemplazado por Elías Figueroa. Esa misma temporada tuvo un nuevo paso por Coquimbo Unido, salvando al equipo pirata del descenso a Segunda División en la Liguilla de Promoción.[cita requerida]
Para la temporada 1995, dirigió a  Deportes La Serena desde la 12° fecha del torneo nacional, no logrando salvar al conjunto papayero del descenso a la Segunda División. Tras una temporada sin dirigir, en 1997 estuvo a cargo de O'Higgins en la Primera B el primer semestre, para el segundo volver a dirigir a Deportes Antofagasta, quien sumido en una crisis económica no levanta cabeza y desciende a la segunda categoría del fútbol profesional chileno.[cita requerida]
En 1998, nuevamente salva a Coquimbo Unido del descenso a la Primera B en Liguilla de Promoción, derrotando en dicha instancia a Unión Española. Para la temporada siguiente, en medio del torneo oficial llega a Rangers, no logrando salvar al conjunto talquino del descenso de la maxima categoría. Luego, entre 2001 y 2002 dirigió nuevamente a Coquimbo Unido.

#### Selección chilena
La selección absoluta estaba en una crisis: había finalizado última en la Clasificación de la Conmebol para la Copa Mundial de 2002 y presentaba sus peores puestos históricos en la Clasificación Mundial de la FIFA (≈80.º), por lo que decidió aplicar su experiencia para mejorarla: recorrió el país buscando un perfil de jugador hábil con anhelos y una personalidad perseverante, e implementó un arduo y estricto plan de trabajo a nivel físico, psicológico y táctico para que tuviese una buena base, comprometiéndolos a «dar un vuelco al fútbol chileno» mediante charlas diarias sobre el fútbol y la vida. Los fines de semana iba a las canchas donde era desarrollado el Fútbol Joven, llegando sin avisar para evitar que dirigentes y técnicos se los recomendasen. Si alguno le interesaba lo analizaba por dos o tres partidos para no juzgarlo por su apariencia.

Fui a los lugares de donde crecieron. Anónimamente los vi jugar en sus clubes, pero también me preocupé de conocer sus entornos, (...) Ahí uno tiene los elementos para hacer grupo, para lograr un espíritu de cuerpo.
José Sulantay, 2016.

Fue invitado en 2003 por el técnico Juvenal Olmos para ser su ayudante en el Torneo Preolímpico Sudamericano Sub-23 de 2004 en Chile durante enero, donde el local terminó cuarto y contó con Claudio Bravo, Jorge Valdivia, Jean Beausejour, Jorge Carrasco, Mark González, Humberto Suazo. Asumió la conducción de la categoría sub-20 en abril por su cometido y proyecto.
En su primera etapa, el equipo obtuvo el cuarto puesto del Sudamericano de 2005 en Colombia y la clasificación al Mundial de los Países Bajos, donde llegó a los octavos de final cayendo ante el anfitrión. Contó con Carlos Villanueva, Edzon Riquelme, José Pedro Fuenzalida, Nicolás Canales, Matías Fernández, Gonzalo Jara, Carlos Espinoza, Marcelo Díaz y Carlos Carmona. Asumió también en la categoría sub-17 en 2006 y el conjunto participó en el Sudamericano de 2007 en Ecuador, llegando a la fase grupal. En su segundo ciclo sub-20, el cuadro consiguió el cuarto lugar del Sudamericano de 2007 en Paraguay y la clasificación al Mundial de Canadá, donde subió al podio venciendo a Austria. Contó con Alexis Sánchez, Cristopher Toselli, Ronald Valladares, Mathías Vidangossy, Eric Godoy, Cristián Suárez, Nicolás Medina, Gerardo Cortés, Michael Silva, Dagoberto Currimilla, Arturo Vidal, Mauricio Isla y Gary Medel. Fueron recibidos en Chile por la presidenta Michelle Bachelet en el Palacio de La Moneda en medio de una aclamada bienvenida.
Luego la mayoría de los jugadores militó en el extranjero y los mencionados compitieron en las principales ligas europeas —las mejores del mundo—, fueron integrados como pilares a la selección absoluta y ascendió notoriamente en dicha clasificación desde 2006, en la cual el proceso fue continuado por su conocido Marcelo Bielsa en agosto de 2007, atraído por el resultado de la idea y manteniendo el estilo, ya que seguían la misma escuela. Antes hubo acercamientos para que la dirigiese, pero tuvo problemas con Harold Mayne-Nicholls —el presidente de la Federación de Fútbol de Chile—, por lo que renunció a las selecciones en julio de 2007.

#### Último tramo de su carrera
Siguió por su edad —67 años— en la división Primera B de Chile con Deportes Iquique en 2008, el cual fue segundo y ascendió, Coquimbo Unido en 2010 y Cobreloa en 2017.

## Vida personal
Se casó con Marcia Olivares, con quien tuvo cinco hijos: Marcelo Javier, José Carlos Rodrigo, Marco Antonio, Paula Gigliola y Carolina Luisa. Residió en Coquimbo en compañía de su familia.
Al retirarse como futbolista, trabajó en el rubro del transporte de carga. Fue dueño de un gimnasio en Coquimbo y manejó distintos negocios, como arriendo de canchas de fútbol en un complejo deportivo ubicado en Sindempart, Coquimbo. Uno de sus anhelos fue la creación de una ciudad deportiva[cita requerida]. El 11 de agosto de 2007 fue declarado «hijo ilustre» de su ciudad natal, dictó charlas motivacionales a jóvenes y realizó clínicas deportivas en Chile, tituladas Enseñanzas Metodológicas del Fútbol.
También incursionó en política. La Coalición por el Cambio lo presentó como candidato a alcalde de Coquimbo para las elecciones municipales de Chile de 2012, cuando ganó el candidato de la oposición Cristián Galleguillos. En 2013 fue candidato a consejero regional por la Provincia de Elqui en la lista de la Alianza, resultando electo con la primera mayoría. Asumió dicho cargo el 11 de marzo de 2014.
En agosto de 2021 sufrió un accidente cerebrovascular y su salud se deterioró progresivamente. Falleció en su hogar en Coquimbo el 20 de julio de 2023.

## Clubes

### Como futbolista
| Club                       | País        | Año       |
| -------------------------- | ----------- | --------- |
| Deportes La Serena         | Chile       | 1957-1961 |
| O'Higgins                  | Chile       | 1962-1963 |
| Deportes La Serena         | Chile       | 1964-1965 |
| Palestino                  | Chile       | 1966-1967 |
| Universidad de El Salvador | El Salvador | 1968      |
| Atlético Marte             | El Salvador | 1969      |
| Atlético Cobán             | Guatemala   | 1970      |
| Aurora                     | Guatemala   | 1971      |
| Antofagasta Portuario      | Chile       | 1971      |
| Coquimbo Unido             | Chile       | 1972-1973 |

### Como ayudante técnico
| Club               | País  | Año       |
| ------------------ | ----- | --------- |
| Coquimbo Unido     | Chile | 1976-1978 |
| Deportes La Serena | Chile | 1979      |

### Como entrenador[27]
| Club                  | País  | Año       | P   | PG  | PE  | PP  | %      |
| --------------------- | ----- | --------- | --- | --- | --- | --- | ------ |
| Coquimbo Unido        | Chile | 1980-1983 | 163 | 57  | 53  | 53  | 45.81% |
| Deportes La Serena    | Chile | 1984      | 26  | 2   | 9   | 15  | 19.23% |
| Coquimbo Unido        | Chile | 1985      | 32  | 8   | 13  | 11  | 38.54% |
| Deportes La Serena    | Chile | 1987-1988 | 45  | 18  | 20  | 7   | 54.81% |
| Deportes Antofagasta  | Chile | 1988      | 31  | 13  | 12  | 6   | 54.84% |
| Deportes La Serena    | Chile | 1989      | 18  | 7   | 6   | 5   | 50%    |
| Deportes Ovalle       | Chile | 1989      | 32  | 12  | 10  | 10  | 47.92% |
| Coquimbo Unido        | Chile | 1990-1992 | 104 | 44  | 34  | 26  | 53.21% |
| Cobreloa              | Chile | 1992-1993 | 87  | 42  | 29  | 15  | 59.39% |
| Palestino             | Chile | 1994      | 19  | 7   | 2   | 10  | 40.35% |
| Coquimbo Unido        | Chile | 1994      | 5   | 1   | 3   | 1   | 40%    |
| Deportes La Serena    | Chile | 1995      | 40  | 11  | 10  | 19  | 35.83% |
| O'Higgins             | Chile | 1997      | 15  | 8   | 2   | 5   | 57.77% |
| Deportes Antofagasta  | Chile | 1997      | 15  | 5   | 2   | 8   | 37.77% |
| Coquimbo Unido        | Chile | 1998      | 38  | 12  | 9   | 17  | 39.47% |
| Rangers               | Chile | 1999      | 44  | 10  | 8   | 26  | 28.79% |
| Coquimbo Unido        | Chile | 2001-2003 | 79  | 19  | 23  | 37  | 33.75% |
| Selección Preolímpica | Chile | 2003-2004 | 7   | 3   | 2   | 2   | 52.38% |
| Selección Sub-20      | Chile | 2004-2007 | 45  | 20  | 10  | 15  | 51.85% |
| Selección Sub-17      | Chile | 2006-2007 | 4   | 1   | 0   | 3   | 25%    |
| Municipal Iquique     | Chile | 2008      | 37  | 14  | 14  | 9   | 50.45% |
| Coquimbo Unido        | Chile | 2010      | 29  | 9   | 8   | 12  | 40.23% |
| Cobreloa              | Chile | 2017      | 31  | 15  | 6   | 10  | 54.84% |
| Total                 | Total | Total     | 946 | 338 | 285 | 322 | 45.77% |

## Historial electoral

### Elecciones municipales de 2012
- Elecciones municipales de 2012, para la alcaldía de Coquimbo[28]

| Candidato                  | Pacto                        | Partido                    | Votos  | %     | Resultado |
| -------------------------- | ---------------------------- | -------------------------- | ------ | ----- | --------- |
| Alfonso Ossandón Antiquera | Igualdad para Chile          | PI                         | 589    | 1,15  |           |
| Carlos Oros Rojas          | El Cambio por Ti             | ILC                        | 1878   | 3,66  |           |
| Cristian Galleguillos Vega | Concertación Democrática     | PDC                        | 23 477 | 45,69 | Alcalde   |
| Viviana Chirino Fernández  | Más Humanos                  | PH                         | 619    | 1,20  |           |
| José Sulantay Silva        | Coalición                    | ILH                        | 14 141 | 27,52 |           |
| Moira Navea Díaz           | Independiente fuera de pacto | IND                        | 10 162 | 19,78 |           |
| María Leyton Flores        | Independiente fuera de pacto | IND                        | 513    | 1,00  |           |
| Votos válidamente emitidos | Votos válidamente emitidos   | Votos válidamente emitidos | 51 379 |       |           |
| Votos nulos                | Votos nulos                  | Votos nulos                | 1433   |       |           |
| Votos en blanco            | Votos en blanco              | Votos en blanco            | 908    |       |           |
| Total de votos emitidos    | Total de votos emitidos      | Total de votos emitidos    | 53 720 |       |           |

## Palmarés

### Como futbolista

#### Campeonatos nacionales
| Título     | Club               | País  | Año  |
| ---------- | ------------------ | ----- | ---- |
| Primera B  | Deportes La Serena | Chile | 1957 |
| Copa Chile | Deportes La Serena | Chile | 1960 |

### Como entrenador

#### Campeonatos nacionales
| Título           | Club      | País  | Año  |
| ---------------- | --------- | ----- | ---- |
| Primera B        | La Serena | Chile | 1987 |
| Primera División | Cobreloa  | Chile | 1992 |

#### Participaciones en Copas del Mundo
| Mundial                     | Sede         | Resultado        |
| --------------------------- | ------------ | ---------------- |
| Copa Mundial Sub-20 de 2005 | Países Bajos | Octavos de final |
| Copa Mundial Sub-20 de 2007 | Canadá       | Tercer lugar     |

### Distinciones individuales
| Distinción                            | Año  |
| ------------------------------------- | ---- |
| Goleador de la Copa Chile             | 1959 |
| Mejor entrenador del CPD              | 2007 |
| Hijo Ilustre de la ciudad de Coquimbo | 2007 |

## Comentarios
" El profe (Sulantay) siempre nos ayudó, tenía su carácter, era bien enojón, jeje [...] Siempre tuvo una imagen paternal, convivíamos con él en Pinto Durán y conversábamos harto. Siempre recuerdo sus retos, sus enseñanzas, sus charlas y siempre nos dejaba en claro dos cosas: la disciplina y el carácter, tanto fuera como dentro de la cancha".
Pedro Morales

" Siempre te voy a llevar en mi corazón. Gracias por ayudarme, quererme, aguantarme y darme la confianza de poder estar en la Selección [...] gracias por tenerme siempre la confianza de que yo iba a llegar lejos en el fútbol. Tú tienes mucho mérito."
Mauricio Isla

" Querido profesor, que Dios lo cuide eternamente. Quiero darle las gracias por todo. Un abrazo y mucha fuerza a su familia en estos difíciles momentos, deben sentirse orgullosos de don José y todo el bien que hizo por nuestro país y nuestro fútbol."
Arturo Vidal

" Fue un grande. El Negro tenía un temperamento muy fuerte, era un motivador innato. Fue importante con los chicos de la Generación Dorada y en general en su carrera. Dirigí a jugadores que él tuvo y los comentarios siempre eran los mismos: que era bravo, inteligente, muy futbolizado [...] Tuve algunos dimes y diretes en la etapa del 2001 cuando fuimos campeones (con Santiago Wanderers). Después estuvo conmigo en la selección chilena, me ayudó a ver algunos partidos de los rivales. Tuvimos una relación muy cercana".
Jorge Garcés

" Tuve la suerte de trabajar con él, cuando estaba en la sub 20 yo estaba en la sub 17 y coincidíamos todos los días en los entrenamientos cuando nos correspondía. Parte un grande, era muy buena persona, es una lástima [...] Cuando él siguió con el proceso se llevó varios de los chiquillos que yo tuve. A Cristopher Toselli, Mauricio Isla, Alexis Sánchez, Cristóbal Jorquera, se llevó a casi la mitad del equipo. Yo los tomé cuando tenían 14 o 15 años, luego él los reunió con Arturo Vidal y todos esos cabros que en algún momento consolidaron la Generación Dorada".
Jorge Aravena

" Parte una persona inolvidable para algunos, en especial para mí y también para la Generación Dorada. Apenado por la noticia. Yo lo tengo dentro de los técnicos que más me enseñaron de fútbol. Fue de esas personas importantes en lo personal y en lo deportivo, uno aprendió mucho de ellos, y es lo que trata de traspasarle a las generaciones de ahora".
Juan Covarrubias

" Un hombre de fútbol y un señor de la vida. Vuela alto amigo, que tu legado trascendió. Un abrazo a tu familia y seres queridos y gracias por todo lo que entregaste a tantos jugadores y quiénes trabajaron contigo".
Elías Figueroa

" Es un ícono del fútbol chileno […] Soy un agradecido de él, por todo lo que me enseñó y por todo lo que vivimos juntos [...] El profe nos dejó la enseñanza de no bajar los brazos. El lema de la ciudad (Coquimbo), “Fuerza y Coraje”, lo representa en todas sus letras [...] Le gustaba afrontar los partidos duros, con Uruguay y Paraguay, donde los detalles estaban bien estudiados. Era muy detallista, sobre todo en las pelotas paradas, pero lo considero un entrenador que nos entregó mucha mística".
Carlos Carmona

" Estoy muy triste, porque se me va un amigo. Nos criamos juntos. Recorrimos Centroamérica. Fue un gran amigo [...] se nos va un grande y lo peor es que este país no hay cariño ni respeto por los baluartes chilenos".
Hernán Godoy

" Él era un poco adelantado a su época. Le gustaba la presión alta. Hoy cuando de la presión alta, él ya la hacía en 1992 con Cobreloa, planificaba muy bien, y era exigente con sus jugadores. Tenía muy relación, pero era frontal y eso le daba al respeto que le tenía como persona y como técnico".
Jaime Vera